# Actizera panagaea
Actizera panagaea är en fjärilsart som beskrevs av Herrich-Schäffer 1851. Actizera panagaea ingår i släktet Actizera och familjen juvelvingar. Inga underarter finns listade i Catalogue of Life.